# What About My Dreams?
What About My Dreams? (sv: Vad sägs om mina drömmar?) är en låt framförd av den ungerska sångerskan Kati Wolf. Låten  representerade Ungern vid Eurovision Song Contest 2011, framförd dels på engelska och dels på ungerska. What About My Dreams slutade på 22:a plats i finalen. Ursprungligen framfördes låten på ungerska under namnet "Szerelem, miért múlsz?". Låten är skriven och komponerad av Viktor Rakonczai och Gergő Rácz.

## Listplaceringar
| Lista (2011)       | Topplacering |
| ------------------ | ------------ |
| Belgien (Flandern) | 45           |
| Ryssland           | 221          |
| Ungern             | 1            |
| Schweiz            | 53           |
| Storbritannien     | 128          |
| Österrike          | 47           |